# Будишинская присяга
Будишинская присяга (буквально — в.-луж. Budyska přisaha) — памятник лужицкой литературы. Рукопись на верхнелужицком языке, которая относятся к так называемым «Лужицким языковым памятникам». Считается самым древним сохранившимся письменным памятником на верхнелужицком языке. Рукопись, датируемая около 1530 года, представляет присягу, принесённую жителями Будишина королю Богемии Фердинанду I.

## Лингвистические особенности
Рукопись представляет собой образец развития верхнелужицкого языка и его диалектов. Памятник содержит морфологические и фонологические особенности, не свойственные верхнелужицкому языку. Лужицкий историк и лингвист Гинц Шустер-Шевц предполагает, что эти особенности свидетельствуют о том, что присяга была составлена автором, который либо не различал родной нижнелужицкий язык от чешского и верхнелужицкого языков, либо преднамеренно вносил нижнелужицкие слова в верхнелужицкий текст.
Лужицкий лингвист Эдуард Вернер опровергает версию Шустера-Шевца, утверждая, что в случае, если разделить текст на чешский, нижнелужицкий и верхнелужицкий элементы, то возникнет ситуация, когда нижнелужицкие вкрапления имеют незначительную текстовую ценность и представляют собой только лишь фонетические единицы. Как утверждает Эдуард Вернер, данная ситуация свидетельствует о том, что присяга была переведена с чешского языка на верхнелужицкий язык. Автор заменил чешское ř на лужицкое ť. Потом верхнелужицкий текст был переведён на немецкий язык автором, который слабо был знаком с лужицкой орфографией и не разбирался в особенностях нижнелужицкой и верхнелужицкой орфографий. Предполагается, что этот же автор дал рукописи её название «Будишинская присяга».